# Muffin

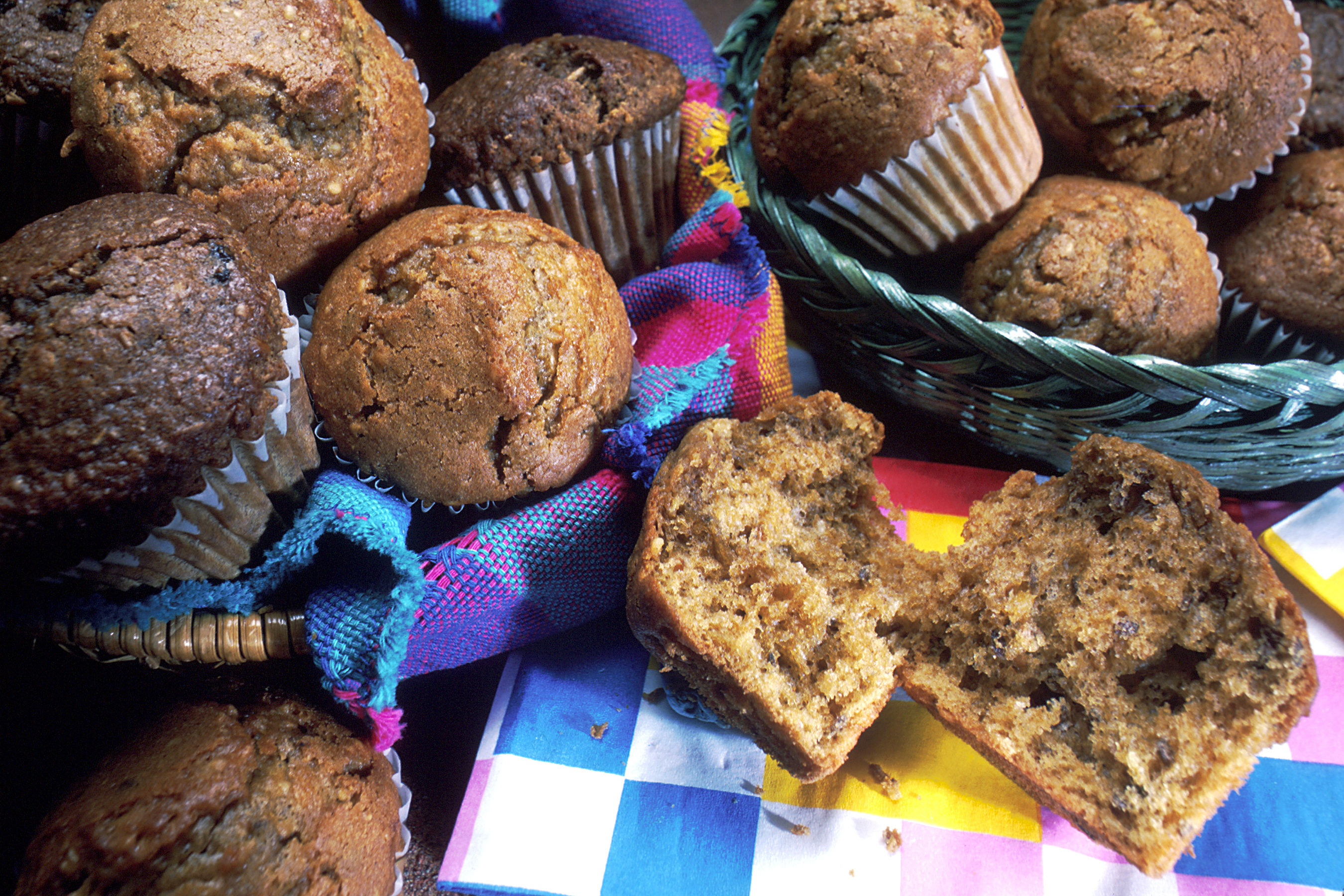
Muffins amb llavors de xocolata

El muffin és un tipus de magdalena elaborada amb mantega que sol incorporar d'altres ingredients addicionals. És un pastís originari de la rebosteria dels Estats Units d'Amèrica. Presenta una base cilíndrica i una superfície més ampla, amb forma de fong. La part de baix sol estar embolicada amb paper especial de rebosteria o d'alumini i, encara que la seva mida pot variar, solen presentar un diàmetre inferior al del palmell de la mà d'una persona adulta.
El muffin guarda similituds amb la magdalena però és un aliment diferent, ja que presenta un sabor menys dolç i té un altre tipus d'elaboració, ingredients i sabors. S'elabora amb els mateixos ingredients de base que la magdalena tradicional excepte l'oli, que se substitueix per mantega; a més, és més gros, més arrodonit i menys esponjós.

## Història
L'origen d'aquest aliment es troba a Anglaterra, on hi ha referències en receptaris a partir de 1703. El seu nom pot derivar de la paraula original moofin, l'origen del qual pot deure's a una adaptació de la paraula francesa moufflet (pa suau) o, segons altres fonts, del baix alemany muffen, plural de muffe, 'pastís'. El pastís es consumia preferiblement en esmorzars o com a aperitiu i s'hi van incloure diversos sabors com a fruita seca o fresca, espècies i xocolata.
A partir de la dècada de 1950, es van començar a comercialitzar diferents paquets de muffins tant a Anglaterra com als Estats Units, en cafeteries, pastisseries i botigues d'alimentació.

## Recepta

### Ingredients
- 2 ½ tasses de farina
- 1/3 de tassa de sucre
- ½ cullerada de sal
- 1 ou
- 1 tassa de llet
- 1/3 de tassa de mantega
- 1 culleradeta d'essència de vainilla

### Preparació
Primer escalfem el forn a 200 °C. A continuació, untem de mantega el motlle i els reservem.
Seguidament, en un bol posem la farina, el sucre i un polsim de sal i ho remenem fins que aconseguim una massa homogènia, sense grumolls. A continuació, en un altre bol barregem l'ou amb la llet, una mica de mantega i l'essència de vainilla. Després, un cop elaborades les dos mescles per separat les ajuntem en un sol bol i ho batem bé.
Finalment, introduïm la massa final als motlles que havíem preparat prèviament i els posem al forn durant 20 o 25 minuts. Un cop hagi passat el temps recomanat introduïm un escuradents i si al treure’l surt net vol dir que ja estan fets i si no és així els deixem una mica més. Una vegada fets els traíem del forn i els deixem que es refredin per tal de poder-los menjar.

## Tipus

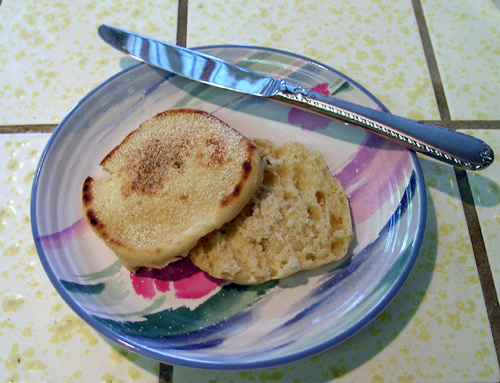
Un muffin anglès

### Muffin estatunidenc o nord-americà
El muffin present en la majoria dels països és un aliment dolç elaborat de forma similar a les magdalenes, encara que amb ingredients diferents. Es realitzen en un motlle i poden presentar diferents sabors i farcits de tota classe, tant dolços com salats. No s'ha de confondre amb un cupcake. El seu origen es remunta al segle xix, quan va arribar als Estats Units mitjançant emigrants britànics.

### Muffin anglès
El muffin anglès sol estar present al Regne Unit i diversos països de la Commonwealth, encara que no és tan corrent en altres cuines. És un pa que es fa amb llevat químic i presenta una textura més esponjosa que d'altres, podent consumir-se tant sol com en forma d'entrepà. La seva elaboració és diferent a la d'un muffin tradicional, pel que és freqüent que es confonguin els termes.

## Embolcall del muffin
Els embolcalls que s'utilitzen per cobrir els muffins són peces circulars que poden estar fetes de paper o alumini. Les vores solen estar doblegades de forma ondulada, donant-li la forma d'una tassa; el més comú és el realitzat amb paper.